# Таранов, Анатолий Павлович
Анатолий Павлович Таранов (укр. Анатолій Павлович Таранов; 25 ноября 1912, Орск — 28 мая 1999, Киев) — советский и украинский ученый-правовед, специалист в области конституционного права, доктор юридических наук, профессор, член-корреспондент Академии правовых наук Украины. Заслуженный деятель науки и техники Украинской ССР (1972) и лауреат Государственной премии Украинской ССР в области науки и техники (1981).